# Lewis Gobern
Lewis Thomas Gobern (* 28. Januar 1985 in Birmingham) ist ein ehemaliger englischer Fußballspieler. Dem ehemaligen Akademieabsolventen der Wolverhampton Wanderers und rechten Flügelspieler blieb der sportliche Durchbruch – auch aufgrund von zahlreichen Verletzungen – verwehrt.

## Sportlicher Werdegang
Im Alter von elf Jahren schloss sich Lewis Gobern, dessen jüngerer Bruder Oscar später auch Profifußballer wurde,  der Jugendabteilung der Wolverhampton Wanderers an und durchlief die vereinseigene Akademie. Seine ersten Profierfahrungen sammelte der rechte offensive Mittelfeldspieler aber beim Drittligisten Hartlepool United, an den ihn die „Wolves“ im November 2004 für einen Monat ausgeliehen hatten. Er debütierte am 2. November 2004 in der Football League Trophy gegen Carlisle United (1:0) und ließ vier Tage später seinen Ligaeinstand gegen die Doncaster Rovers (2:1) folgen. Nach einem einzigen Ligaeinsatz für seinen Heimatverein am 5. November 2005 als Einwechselspieler gegen Norwich City (2:0), fand er auch in der Spielzeit 2005/06 zu regelmäßiger Spielpraxis erst bei neuen Leihvereinen – diese waren zwischen November 2005 und Januar 2006 der Drittligist FC Blackpool sowie von März 2006 bis zum Saisonende der FC Bury, der noch eine Spielklasse tiefer agierte.
Unter dem neuen Wolves-Trainer Mick McCarthy erhielt Gobern sofort einen weiteren Kurzeinsatz; er war im Herbst 2006 dann stetig in der Startelf zu finden und schoss zur Monatswende November/Dezember 2006 in zwei aufeinander folgenden Spielen gegen Crystal Palace und Leicester City seine ersten beiden Tore für Wolverhampton. Seine Entwicklung erhielt im Anschluss jedoch einen empfindlichen Dämpfer, als ihn zwei voneinander unabhängige Achillessehnenverletzungen nach Weihnachten für den Rest der laufenden Saison außer Gefecht setzten. Gobern konnte zunächst genesen und unterschrieb im Juni 2007 einen neuen Zweijahresvertrag, bevor ihn während der Saisonvorbereitung der nächste Rückschlag ereilte. Eine Knieverletzung sorgte dafür, dass auch die gesamte Spielzeit 2007/08 ohne ihn stattfand.
Über die Reservemannschaft der Wolves arbeitete sich Gobern ab August 2008 in den Profisport zurück und er erhielt im Januar 2009 beim Drittligisten Colchester United wieder die Gelegenheit, bis zum Ende der Spielzeit Erfahrungen im Ligafußball zu machen. Nach seiner Rückkehr eröffnete ihm die Vereinsführung in Wolverhampton, dass der auslaufende Vertrag nicht verlängert werden sollte und Gobern somit die Suche nach einem neuen Klub nahegelegt wurde. Eine neue Chance auf den Neuanfang bot ihm schließlich der Drittligist Milton Keynes Dons. Dort unterzeichnete Gobern vor Beginn der Saison 2009/10 einen Einjahresvertrag, mit der Option auf ein weiteres Jahr. Es blieb schließlich bei nur einem, in dem Gobern als Ergänzungsspieler nur sieben von 20 Ligaeinsätzen von Anfang an bestritt. Stattdessen unterzeichnete er im Juni 2010 beim fünftklassigen Klub Grimsby Town den nächsten Einjahreskontrakt.